# پراش الکترونی پس‌پراکنده

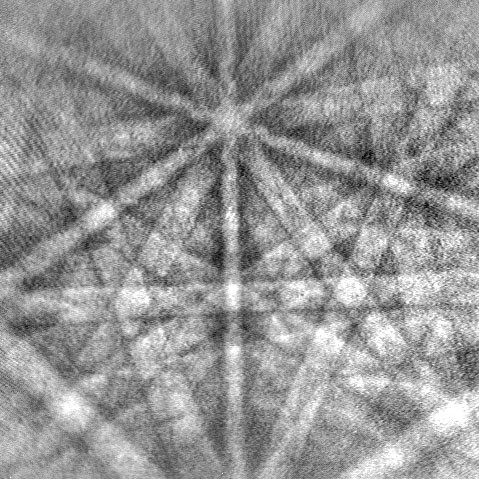
یک الگوی پراش الکترونی پس پراکنده

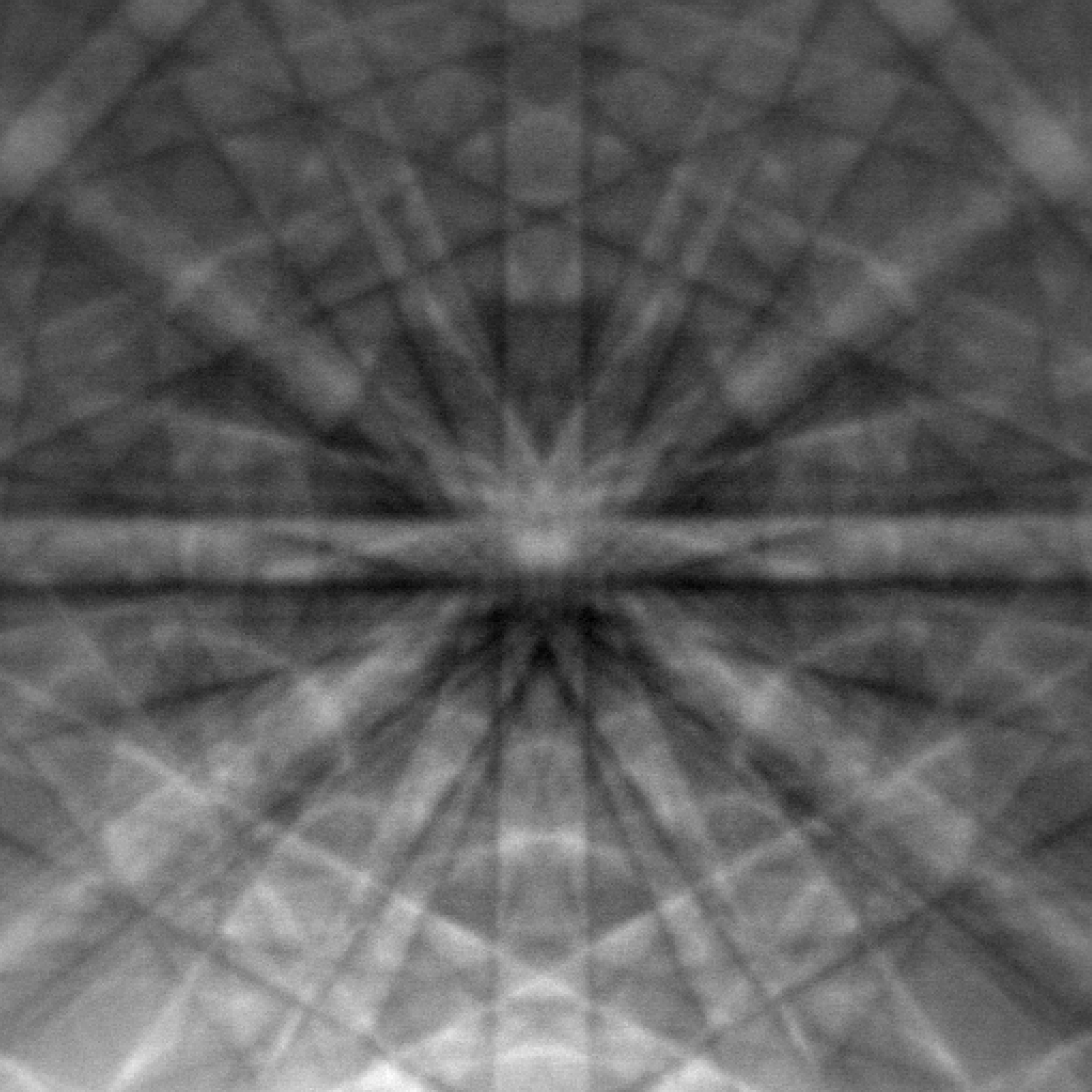
یک الگوی پراش الکترونی پس پراکنده از سیلیکون تک کریستالی، گرفته شده در ۲۰ کیلوولت با منبع الکترونی گسیل میدان

پراش الکترونی پس پراکنده (EBSD) یک تکنیک مطالعه ریزساختاری کریستالوگرافی مبتنی بر میکروسکوپ الکترونی روبشی است که معمولاً در مطالعهٔ مواد کریستالی یا پلی کریستالی استفاده می‌شود. این تکنیک می‌تواند اطلاعاتی در مورد ساختار، جهت‌گیری کریستال، فاز، یا کرنش در ماده ارائه دهد.
این نوع مطالعات با استفاده از پراش پرتو ایکس (XRD)، پراش نوترون و/یا پراش الکترونی در یک میکروسکوپ الکترونی عبوری و طیف‌سنجی صوتی با تفکیک فضایی (SRAS) انجام شده‌اند که امواج الاستیک را به جای تجزیه و تحلیل یک رویداد پراش تجزیه و تحلیل می‌کند. انتخاب این که کدام تکنیک اتخاذ شود بستگی به عوامل مختلفی دارد؛ از جمله تفکیک فضایی، منطقه یا حجم تحلیل‌شده، و ایستا یا دینامیکی بودن اندازه‌گیری‌ها.

## هندسه
برای اندازه‌گیری EBSD، یک نمونهٔ کریستالی صاف یا پولیش‌شده در محفظهٔ SEM با زاویه بسیار کج (~۷۰ درجه از افقی) به سمت دوربین پراش قرار می‌گیرد تا کنتراست در الگوی پراش پس‌پراکندگی الکترون حاصل افزایش یابد. صفحهٔ فسفر در داخل محفظهٔ نمونه SEM با زاویهٔ تقریباً ۹۰ درجه نسبت به قطعه قطب قرار دارد و به یک لنز فشرده متصل می‌شود که تصویر را از صفحهٔ فسفر روی دوربین CCD متمرکز می‌کند. در این ساختار، برخی از الکترون‌هایی که وارد نمونه می‌شوند، پس‌پراکنده شده و ممکن است منحرف‌شده و فرار کنند. همان‌طور که این الکترون‌ها از نمونه خارج می‌شوند، ممکن است در شرایط براگ مربوط به فاصلهٔ صفحات شبکه اتمی تناوبی ساختار کریستالی خارج‌شده و پراش شوند. این الکترون‌های پراکنده می‌توانند از مواد فرار کنند و برخی از آنها با هم برخورد کرده و فسفر را تحریک کرده و باعث فلورسانس آن می‌شوند.
در داخل SEM، پرتوی الکترونی بر روی سطح یک نمونهٔ کریستالی متمرکز می‌شود. الکترون‌ها وارد نمونه می‌شوند و برخی ممکن است پس‌پراکنده شوند. الکترون‌های فراری ممکن است نزدیک به زاویهٔ براگ خارج شده و پراش شوند و نوارهای کیکوچی را تشکیل دهند که مربوط به هر یک از پراش‌های شبکهٔ صفحات کریستالی است. اگر هندسه سیستم به خوبی توصیف شود، می‌توان باندهای موجود در الگوی پراش را به فاز کریستالی زیرین و جهت‌گیری ماده در حجم برهمکنش الکترون مرتبط کرد. هر باند را می‌توان به صورت جداگانه توسط شاخص‌های میلر تشکلیل‌شده از صفحهٔ پراش آن تصویر کرد. در بیشتر مواد، تنها به سه باند یا صفحهٔ متقاطع برای توصیف یک راه حل منحصر به فرد برای جهت کریستال (بر اساس زوایای بین سطحی آنها) نیاز است و اکثر سیستم‌های تجاری از جداول جستجو با پایگاه‌های دادهٔ کریستال بین‌المللی برای انجام تصویرسازی استفاده می‌کنند. این جهت‌گیری کریستالی، جهت هر نقطه نمونه‌برداری شده را به جهت‌گیری کریستالی مرجع مرتبط می‌کند.
در حالی که این توصیف «هندسی» مربوط به راه حل سینماتیکی (با استفاده از شرط براگ) برای جهت‌گیری و تحلیل بافت بسیار قدرتمند و مفید است، اما فقط هندسهٔ شبکهٔ کریستالی را توصیف می‌کند و بسیاری از فرآیندهای فیزیکی درگیر در مواد پراش‌کننده را نادیده می‌گیرد. برای توصیف مناسب ویژگی‌های ظریف‌تر در الگوی پراکندگی پرتو الکترونی (EBSP)، باید از مدل دینامیکی پرتوهای زیادی استفاده کرد (مثلاً تغییر در شدت باند در یک الگوی تجربی با راه‌حل سینماتیک مربوط به ضریب ساختار مطابقت ندارد).

## آشکارسازهای EBSD
به‌طور تجربی EBSD با استفاده از یک SEM مجهز به آشکارساز EBSD حاوی حداقل یک صفحه نمایش فسفر، لنز فشرده و دوربین CCD کم نور انجام می‌شود. سیستم‌های EBSD تجاری موجود معمولاً با یکی از دو دوربین CCD مختلف ارائه می‌شوند: برای اندازه‌گیری‌های سریع، تراشه CCD دارای وضوح اصلی ۶۴۰×۴۸۰ پیکسل است. برای اندازه‌گیری‌های کندتر و حساس‌تر، وضوح تراشه CCD می‌تواند تا ۱۶۰۰×۱۲۰۰ پیکسل برسد. بزرگ‌ترین مزیت آشکارسازهای با وضوح بالا حساسیت بالاتر آنهاست و بنابراین اطلاعات موجود در هر الگوی پراش را می‌توان با جزئیات بیشتری تجزیه و تحلیل کرد. برای اندازه‌گیری بافت و جهت‌گیری، الگوهای پراش به منظور کاهش اندازه و کاهش زمان محاسباتی ترکیب می‌شوند. سیستم‌های مدرن EBSD مبتنی بر CCD می‌توانند الگوها را تا ۱۸۰۰ الگو در ثانیه فهرست کنند. این امکان تولید نقشه‌های ریزساختاری بسیار سریع و غنی را فراهم می‌کند. اخیراً از آشکارسازهای CMOS در طراحی سیستم‌های EBSD نیز استفاده شده‌است. سیستم‌های جدید مبتنی بر CMOS امکان مصورسازی الگو را سریع‌تر از پیشینیان مبتنی بر CCD می‌دهند. آشکارسازهای مدرن EBSD مبتنی بر CMOS قادر به نمایه‌سازی الگوها تا ۳۰۰۰ الگو در ثانیه هستند.

## مصورسازی
اغلب، اولین مرحله در فرایند EBSD پس از جمع‌آوری الگو، مصورسازی است که به ما اجازه می‌دهد تا جهت‌گیری کریستال را در حجم واحد نمونه از جایی که الگو جمع‌آوری شده‌است شناسایی کنید. با نرم‌افزار EBSD، نوارهای الگو معمولاً از طریق یک روال ریاضی با استفاده از تبدیل هاف اصلاح‌شده شناسایی می‌شوند، که در آن هر پیکسل در فضای هاف نشان‌دهندهٔ یک خط/باند منحصر به فرد در EBSP است. تبدیل هاف برای فعال‌کردن تشخیص باند استفاده می‌شود، که مکان‌یابی آنها توسط رایانه در EBSP اصلی دشوار است. هنگامی که مکان‌های نوار شناسایی شدند، می‌توان این مکان‌ها را با جهت‌گیری کریستالی زیرین مرتبط کرد، زیرا زوایای بین نوارها زوایای بین صفحات شبکه را نشان می‌دهند؛ بنابراین هنگامی که موقعیت / زاویه بین سه باند مشخص باشد، می‌توان جهت‌گیری را تعیین کرد. در مواد بسیار متقارن، معمولاً بیش از سه باند برای به دست آوردن و تأیید اندازه‌گیری جهت‌گیری استفاده می‌شود.
دو روش پیشرو برای مصورسازی وجود دارد که توسط اکثر نرم‌افزارهای تجاری EBSD انجام می‌شود: رای‌گیری سه‌گانه. و به حداقل رساندن تناسب بین الگوی تجربی و جهت‌گیری محاسباتی تعیین‌شده. بهترین راهنمای عملی برای جمع‌آوری داده‌های قابل اعتماد توسط پروفسور والری رندل.
رای‌گیری سه‌گانه شامل شناسایی چندین «سه‌قلو» مرتبط با راه حل‌های مختلف برای جهت‌گیری کریستالی است. هر جهت کریستالی تعیین‌شده از هر سه‌گانه یک رای دریافت می‌کند. اگر چهار باند جهت کریستالی یکسانی را شناسایی کنند، چهار رای (چهار سه را انتخاب می‌کنند) برای آن راه حل خاص داده می‌شود؛ بنابراین جهت‌گیری نامزد با بیشترین تعداد آرا محتمل‌ترین راه حل برای جهت‌گیری کریستالی زیربنایی موجود خواهد بود. نسبت آرا برای راه حل انتخاب‌شده در مقایسه با تعداد کل آرا، اعتماد به راه حل اساسی را توصیف می‌کند. باید در تفسیر این «شاخص اطمینان» دقت کرد زیرا برخی جهت‌گیری‌های شبه‌متقارن ممکن است منجر به اطمینان پایین برای یک راه حل نامزد در مقابل راه حل دیگر شود.
به حداقل رساندن تناسب شامل شروع با تمام جهت‌گیری‌های ممکن برای یک سه قلو است. باندهای بیشتری گنجانده شده‌است که تعداد گرایش‌های نامزد را کاهش می‌دهد. با افزایش تعداد باندها، تعداد جهت‌گیری‌های ممکن در نهایت به یک راه حل همگرا می‌شود. تناسب بین جهت اندازه‌گیری‌شده و الگوی ثبت‌شده را می‌توان تعیین کرد.

## مرکز الگو
برای ارتباط دادن جهت یک کریستال، دقیقاً مانند پراش پرتو ایکس، هندسهٔ سیستم باید شناخته شود. به ویژه مرکز الگو، که هم فاصله حجم تعامل تا آشکارساز و هم محل نزدیکترین نقطه بین فسفر و نمونه را روی صفحه فسفر توصیف می‌کند. کار اولیه از یک کریستال منفرد با جهت‌گیری شناخته شده استفاده می‌کرد که در محفظه SEM قرار می‌گرفت و مشخصهٔ خاصی از EBSP مطابق با مرکز الگو بود. پیشرفت‌های بعدی شامل بهره‌برداری از روابط هندسی مختلف بین تولید یک EBSP و هندسهٔ محفظه (ریخته‌گری سایه و حرکت فسفر) بود.
متأسفانه هر یک از این روش‌ها دست و پاگیر هستند و می‌توانند مستعد برخی خطاهای سیستماتیک برای یک اپراتور عمومی باشند. معمولاً آنها را نمی‌توان به راحتی در SEMهای مدرن با کاربردهای چندگانه استفاده کرد؛ بنابراین اکثر سیستم‌های تجاری EBSD از الگوریتم مصورسازی همراه با یک حرکت تکراری هم جهت کریستال و هم مکان مرکز الگوی پیشنهادی استفاده می‌کنند. به حداقل رساندن تناسب بین باندهای واقع در الگوهای آزمایشی و نوارهای موجود در جداول جستجو، در محل مرکز الگو با دقت ۰٫۵–۱٪ از عرض الگوی همگرا می‌شوند.

## نقشه‌برداری جهت

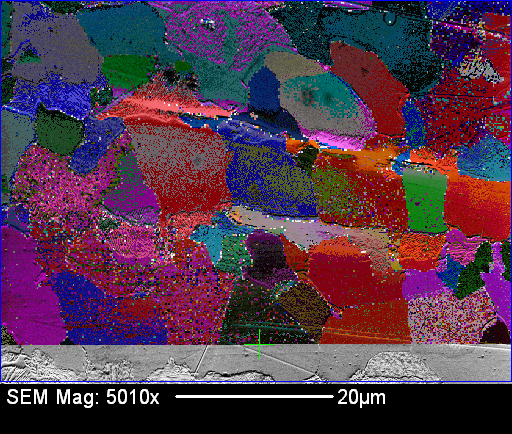
نمونهٔ تصویر تحلیل جهت شده که در آن رنگ‌های مختلف نشان‌دهندهٔ جهت‌گیری‌های مختلف‌اند.

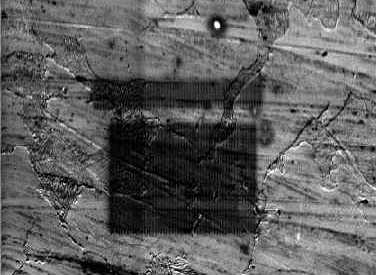
آلودگی روی نمونه پس از نقشه‌برداری EBSD.

EBSD را می‌توان برای یافتن جهت کریستالی ماده واقع در حجم برهمکنش پرتو الکترون فرودی استفاده کرد؛ بنابراین، با اسکن پرتو الکترونی به روشی تجویزشده (معمولاً به صورت شبکهٔ مربع یا شش ضلعی، اصلاح کوتاه‌شدن تصویر به دلیل شیب نمونه) منجر به بسیاری از نقشه‌های ریزساختاری غنی می‌شود.
این نقشه‌ها می‌توانند جهت‌گیری کریستالی مواد مورد بررسی را به صورت فضایی توصیف کنند و می‌توانند برای بررسی ریزبافت و مورفولوژی نمونه استفاده شوند. برخی از این نقشه‌ها جهت‌گیری دانه، مرزدانه، کیفیت الگوی پراش (تصویر) را توصیف می‌کنند. برای اندازه‌گیری میانگین جهت‌گیری نادرست، اندازهٔ دانه و بافت کریستالوگرافی می‌توان از ابزارهای آماری مختلفی استفاده کرد. از این مجموعه داده می‌توان نقشه‌ها و نمودارهای متعددی تولید کرد.
از داده‌های جهت‌گیری، اطلاعات زیادی می‌توان ابداع کرد که به درک ریزساختار و تاریخچهٔ پردازش نمونه کمک می‌کند. تحولات اخیر شامل درک بافت قبلی فازهای مادر در دمای بالا است. ذخیره‌سازی و تغییر شکل باقیمانده پس از آزمایش مکانیکی؛ جمعیت ویژگی‌های ریزساختاری مختلف، از جمله رسوبات و خصوصیات مرزی دانه.